# Toxotrypana picciola
Toxotrypana picciola är en tvåvingeart som beskrevs av Blanchard 1960. Toxotrypana picciola ingår i släktet Toxotrypana och familjen borrflugor. Inga underarter finns listade i Catalogue of Life.